# Jean (évêque de Banias)
Pour les articles homonymes, voir Jean.
Jean est un clerc qui fut évêque de Banias de 1161 jusqu'à sa mort en 1170.

## Biographie
Jean fut nommé successeur d'Adam d'Acre, premier évêque latin de Banias. En 1164, l’émir de Damas Nur ad-Din assiégea Banias, mais ni Jean ni le seigneur de Banias, Onfroy II de Toron, n'étaient présents. La défense fut commandée par un chevalier d'Onfroy, Gautier de Quesnoy, mais Banias tomba le 18 octobre. Le roi Amaury Ier de Jérusalem et le maître des Hospitaliers, Bertrand de Blanquefort, dénoncèrent une trahison et l'archevêque Guillaume de Tyr cita les traîtres présumés comme étant Gautier de Quesnoy et un prêtre nommé Roger, qui auraient été soudoyés, même s'il n'est pas convaincu par cette allégation. Jean ne put désormais résider dans son diocèse, et devint essentiellement un évêque auxiliaire de l'archevêque de Tyr, dont il était également suffragant mais il continua néanmoins à détenir le titre d'évêque de Banias, et il y avait toujours chez les Latins l'espoir que Banias pourrait être récupéré.
En 1169, le patriarche de Jérusalem, Amaury de Nesle, accompagné de l'archevêque de Césarée, Ernesius, et de l'évêque d'Acre, Guillaume, furent envoyés en Europe par le roi Amaury Ier, chargés de lettres destinées à l'empereur Frédéric Barberousse, aux rois Louis VII le Jeune et Henri II d'Angleterre, à la reine Marguerite de Sicile, ainsi qu'aux comtes Philippe Ier de Flandre, Thibaut V de Blois et Henri Ier de Champagne. Deux jours après le départ des prélats, cependant, leurs navires essuyèrent une violente tempête qui les contraignit à retourner à Acre. N'osant plus reprendre la mer, une nouvelle ambassade fut nommée, dirigée par l'archevêque de Tyr, Frédéric de La Roche, et Jean fit partie de ceux qui l'accompagnaient,. Le patriarche confia à Jean une lettre expliquant le caractère sacré et l'importance stratégique de Banias qu'il devait remettre au roi de France.
Jean mourut pendant la mission à Paris en 1170 et aucun évêque titulaire ne fut nommé pour lui succéder.